# Лонге, Жан
Жан Лоран Фредерик Лонге (фр. Jean-Laurent-Frederick Longuet; 10 мая 1876, Лондон — 11 сентября 1938, Экс-ле-Бен) — французский левый политический деятель, член Французской секции рабочего интернационала (СФИО, позднее ставшей Социалистической партией) и редактор «L'Humanité». Сын Женни и Шарля Лонге (внук Карла Маркса), отец Карла-Жана и Робера-Жана Лонге. Голосовал против вступления СФИО в Коминтерн, поддерживал Венский («двухсполовинный») Интернационал.